# Шацкес, Борис Абрамович
Борис Абрамович Шацкес (6 августа 1931, Ростов-на-Дону — 20 мая 1985, Москва) — советский шахматист и музыкальный педагог, мастер спорта СССР (1961).

## Биография
Сын пианиста и музыкального педагога Абрама Владимировича Шацкеса и Эсфири Фёдоровны Самтер. Учился в ЦМШ при Московской консерватории — сначала у Т. А. Бобович, затем в классе А. Б. Гольденвейзера.
Среди собственных учеников — Дмитрий Феофанов, Татьяна Директоренко.
В составе сборной ВС СССР бронзовый призёр 4-го Командного кубка СССР (1964) в г. Москве. Также выступал в первенствах «Буревестника» и «Спартака».
Погиб в автокатастрофе. Похоронен на Донском кладбище вместе с родителями (3 уч.).

## Книги
- Английское начало. Москва, 1971. — 133 с.
- Концертные обработки [Ноты] : для фортепиано. — М. : Советский композитор, 1988. — 71 с. — 530 экз.